# Wamtinga
Wamtinga, également orthographié Ouamtinga, est une localité située dans le département de Koubri de la province du Kadiogo dans la région Centre au Burkina Faso. En 2006, cette localité comptait 538 habitants dont 49,7 % de femmes.